# Nachkommentafel
Eine Nachkommentafel oder auch Nachfahrentafel ist die Darstellung der Nachkommen bzw. Nachfahren eines Probanden bzw. eines Lebewesens in Tafelform.
Die Nachkommen werden dabei nach Generationen geordnet (der Proband dabei üblicherweise oben, manchmal aber auch links auf der Tafel), die Geschwisterschaften, sofern bekannt, nach dem Geburtsjahr. Nachkommentafeln eignen sich in der Genealogie vorzüglich, um zu einem raschen Überblick über Nachkommenlisten zu gelangen oder als Skizzen in einer Familienchronik.
Eine Nachkommentafel, die nur Nachkommen mit demselben Familiennamen wie der Proband erfasst, ist eine Stammtafel.
In Nachschlagewerken ist der Familienname Sortierkriterium und somit die Stammtafel bzw. Stammliste die natürliche Darstellungsform, ebenso in Familiengeschichten. Nachkommentafeln und -listen herrschen hingegen in der Monographie vor, die einer bestimmten Person und deren Nachkommen gewidmet ist.
Die methodischen Fragen der Forschung sind im Artikel Nachkommenliste dargestellt.